# Ftalimid
Ftalimid – organiczny związek chemiczny z grupy imidów.
Powstaje w reakcji amoniaku z bezwodnikiem ftalowym: 
Wykorzystywany jest m.in. do produkcji fungicydów.